# Glee: The Music, Volume 2
A Glee: The Music, Volume 2 egy filmzenei album, melyen az amerikai Glee című sorozat szereplői adják elő a sorozatban szereplő dalokat a kilencedik epizódtól a tizenharmadik részig, az első évadból.
A CD-t 2009. december 4-én adták ki Ausztráliában és 2009. december 8-án az USA-ban. Platinalemez lett Kanadában és arany az USA-ban, az Egyesült Királyságban és Ausztráliában.

## Előadás és dalok
Az albumon szereplő dalok mindegyike megjelent digitálisan letölthető kislemez formájában. A True Colors érte el a legmagasabb helyezést a ranglistákon, kivéve Amerikában, 15. lett Írországban, 35. az Egyesült Királyságban, 38. Kanadában és 47. Ausztráliában. Amerikában a vezető kislemez a Lean on Me volt, ami 50. volt az amerikai slágerlistán. Két dalnak azonban nem sikerült felkerülniük a slágerlistákra ezek a (You're) Having My Baby és a Don't Make Me Over voltak. A Lean on Me, My Life Would Suck Without You és a True Colors című daloknak a karaoke verziója is megjelent, a rajongók nagyszámú videóinak, illetve az előadások miatt.
Yoko Ono vonakodott megadni a jogokat az Imagine című számhoz a sorozat készítőinek. A sorozat zenei vezetője, P.J. Bloom így nyilatkozott: Nagyon nehéz volt meggyőzni Yoko Ono-t, hogy ez egy helyes döntés lenne. Tudni akarta, hogy milyen formában kerül majd a zene felhasználásra. A Don't Make Me Over című dal a lemezen énekkel együtt hallható, míg a sorozatban, csak az instrumentális verziót hallhattuk.

### Az album dalai
|     | Cím                                     | Szerző(k)                                               | Eredeti előadó(k)                         | Hossz |
| --- | --------------------------------------- | ------------------------------------------------------- | ----------------------------------------- | ----- |
| 1.  | Proud Mary                              | John Fogerty                                            | Creedence Clearwater Revival              | 3:43  |
| 2.  | Endless Love                            | Lionel Richie                                           | Diana Ross és Lionel Richie               | 4:25  |
| 3.  | I'll Stand by You                       | Chrissie Hynde, Tom Kelly, Billy Steinberg              | The Pretenders                            | 3:51  |
| 4.  | Don't Stand So Close to Me / Young Girl | Sting / Jerry Fuller                                    | The Police / Gary Puckett & The Union Gap | 2:28  |
| 5.  | Crush                                   | Andy Goldmark, Mark Muller, Berny Cosgrove, Kevin Clark | Jennifer Paige                            | 3:23  |
| 6.  | (You're) Having My Baby                 | Paul Anka                                               | Paul Anka és Odia Coates                  | 2:47  |
| 7.  | Lean on Me                              | Bill Withers                                            | Bill Withers                              | 4:17  |
| 8.  | Don't Make Me Over                      | Burt Bacharach, Hal David                               | Dionne Warwick                            | 3:25  |
| 9.  | Imagine                                 | John Lennon                                             | John Lennon                               | 2:23  |
| 10. | True Colors                             | Tom Kelly, Billy Steinberg                              | Cyndi Lauper                              | 3:34  |
| 11. | Jump                                    | David Lee Roth                                          | Van Halen                                 | 3:57  |
| 12. | Smile                                   | Lily Allen, Iyiola Babalola, Darren Lewis               | Lily Allen                                | 3:14  |
| 13. | Smile                                   | Charlie Chaplin, John Turner, Geoffrey Parsons          | Charlie Chaplin                           | 3:01  |
| 14. | And I Am Telling You I'm Not Going      | Tom Eyen, Henry Krieger                                 | Jennifer Hudson a Dreamgirlsben           | 4:06  |
| 15. | Don't Rain on My Parade                 | Jule Styne/Bob Merrill                                  | Barbra Streisand a Funny Girlben          | 2:47  |
| 16. | You Can't Always Get What You Want      | Mick Jagger, Keith Richards                             | The Rolling Stones                        | 3:27  |
| 17. | My Life Would Suck Without You          | Max Martin, Dr. Luke, Claude Kelly                      | Kelly Clarkson                            | 3:31  |

## Kritika
A lemez vegyes kritikát kapott a kritikusoktól. Whitney Pastorek a Entertainment Weekly egyik írója úgy érezte, hogy túl sok olyan dolog van az albumon amivel nem kellett volna dolgozni ilyen például "szinte betegesen-nyálas vokálok" "téma szerinti válogatások" illetve "vacak dalválasztások".